# Hernán Franco
Hernán Diego Ceferino Franco (26 de enero de 1974, Cruz Alta) es un exfutbolista argentino. Jugó de volante y defensor y pasó por varios clubes, alcanzando su mejor nivel en Club Atlético Independiente, de la Primera División de Argentina. 

## Clubes
| Equipo             | País      | Temporada | Partidos | Goles |
| ------------------ | --------- | --------- | -------- | ----- |
| Newell's Old Boys  | Argentina | 1993-1998 | 73       | 7     |
| U. D. Las Palmas   | España    | 1998-1999 | 4        | 0     |
| Talleres (Córdoba) | Argentina | 2000-2001 | 34       | 3     |
| Independiente      | Argentina | 2001-2004 | 100      | 3     |
| Olimpo             | Argentina | 2004-2005 | 23       | 1     |
| Talleres (Córdoba) | Argentina | 2005-2006 | 16       | 2     |
| Total              | Total     | Total     | 250      | 16    |

## Palmarés
| Título           | Equipo        | País      | Año    |
| ---------------- | ------------- | --------- | ------ |
| Primera División | Independiente | Argentina | A-2002 |